# Tallud-Sainte-Gemme

Tallud-Sainte-Gemme este o comună în departamentul Vendée, Franța. În 2009 avea o populație de 460 de locuitori.